# Julienne Lusenge
Julienne Lusenge (Repubblica Democratica del Congo, 1958) è un'attivista della Repubblica Democratica del Congo per i diritti umani, riconosciuta per aver difeso i sopravvissuti alla violenza sessuale in tempo di guerra.
È co-fondatrice e presidente di Female Solidarity for Integrated Peace and Development (SOFEPADI) e direttrice del Congolese Women's Fund (FFC). Ha ricevuto il Women's International Rights Award 2018 dal Vertice di Ginevra per i diritti umani e la democrazia e il Ginetta Sagan Award 2016 da Amnesty International. Ha ricevuto il Premio per i Diritti Umani dall'Ambasciata di Francia ed è stata nominata Cavaliere della Legione d'Onore dal governo francese. Ha ricevuto un premio International Women of Courage nel 2021.  Il 10 ottobre 2021 le è stato conferito il Premio Aurora per il Risveglio dell'Umanità, presso il Monastero Armeno sull'isola di San Lazzaro a Venezia, Italia

## Biografia
Julienne Lusenge lavorava come giornalista nella parte orientale della Repubblica Democratica del Congo (RDC) nel 1998, quando scoppiò la guerra civile. Lavorava in un'emittente radiofonica umanitaria come responsabile della comunicazione di informazioni sulla salute e sui diritti umani agli abitanti dei villaggi in aree remote. Lusenge ha viaggiato attraverso la RDC orientale intervistando le donne sulla loro vita e condividendo le loro storie nei suoi programmi radiofonici. Nel corso del tempo, le donne hanno iniziato a descrivere episodi di orribili violenze sessuali che avevano osservato o di cui erano state vittime durante l'escalation della guerra. Lusenge iniziò a documentare gli abusi sessuali e a condannare pubblicamente gli atti di violenza contro le donne. 

## Attivista per i diritti umani

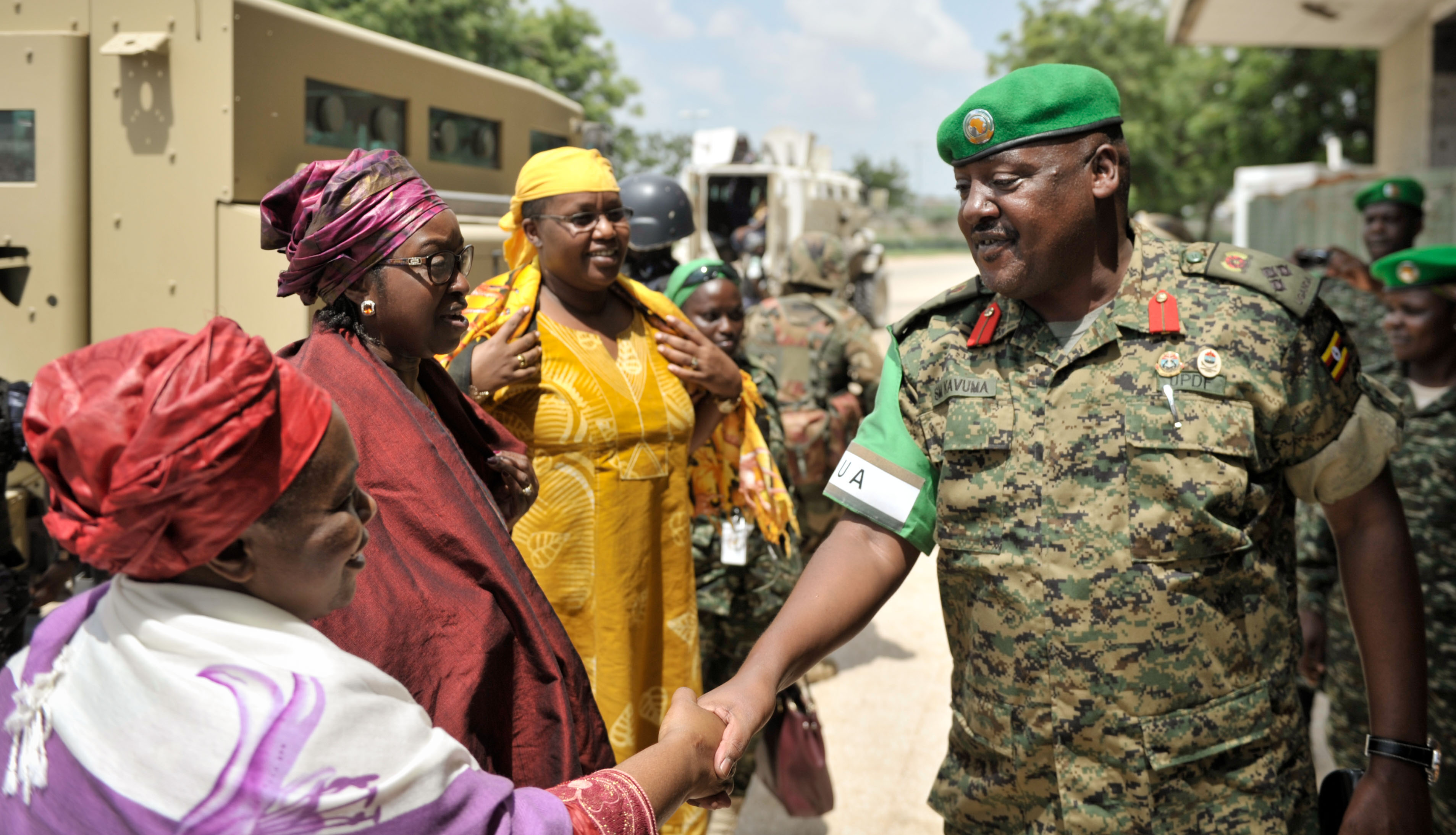
Lusenge stringe la mano a un soldato a Mogadiscio, in Somalia

Indignata dalla violenza sessuale contro le donne nel suo paese, Lusenge e 22 compagni attivisti hanno fondato SOFEPADI nel 2000. Il gruppo si è riunito per portare il problema della violenza di genere all'attenzione delle organizzazioni internazionali che lavorano nella regione, comprese le Nazioni Unite. Il loro piano era anche quello di aiutare i sopravvissuti a riprendersi da un trauma, aiutandoli a navigare nel sistema giudiziario e consegnare alla giustizia gli autori di violenza sessuale. Nel 2007, Lusenge ha lanciato una seconda organizzazione senza scopo di lucro, il Fondo per le donne congolesi (FFC), che lavora per sostenere i gruppi per i diritti delle donne congolesi e aiutarli a ottenere finanziamenti da donatori internazionali. L'idea era quella di creare un'entità finanziaria per colmare il divario tra i donatori internazionali e le iniziative femminili locali.

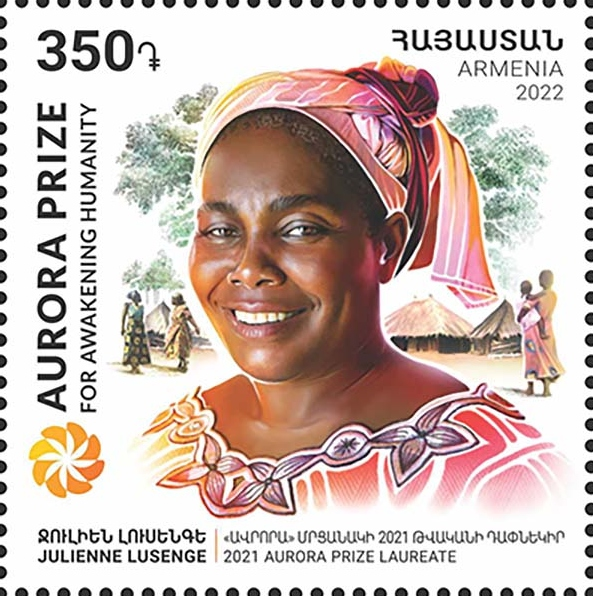
Lusenge in un francobollo del 2022 dell'Armenia

Lusenge è partner senior per un nuovo progetto nella Repubblica Democratica del Congo con Media Matters for Women, un'organizzazione senza scopo di lucro il cui obiettivo principale è "colmare il divario digitale per donne e ragazze isolate in comunità povere e remote in Africa che non hanno accesso alle informazioni sui loro diritti e sono a rischio di violenza di genere e povertà sempre più profonda”. Il lavoro di advocacy di Lusenge si è esteso oltre i confini della RDC. Fa parte del comitato consultivo della Campagna internazionale per fermare lo stupro e la violenza di genere nelle zone di conflitto ed è vicepresidente della Lega internazionale delle donne per la pace e la libertà (WILPF). 
Nel 2020, l'Organizzazione mondiale della sanità (OMS) ha nominato Lusenge co-presidente (insieme ad Aïchatou Mindaoudou) di una commissione indipendente di sette persone per indagare sulle denunce di sfruttamento sessuale e abusi da parte degli operatori umanitari durante l'epidemia di Ebola del 2018 nella Repubblica Democratica del Congo (RDC).